# Ignoranza razionale
L'ignoranza razionale si verifica quando il costo di informarsi su un argomento eccede il potenziale beneficio che tale conoscenza fornirebbe.
L'ignoranza su un argomento è definita "razionale" quando il costo di raccogliere informazioni sull'argomento a sufficienza per prendere una decisione ponderata può superare il potenziale beneficio che ci si può ragionevolmente aspettare di ottenere da tale decisione, rendendo quindi irrazionale la perdita di tempo necessaria per farlo. Ciò ha conseguenze sulla qualità delle decisioni prese da un ampio numero di persone, come nel caso delle elezioni politiche, in cui la probabilità che il singolo voto cambi il risultato è molto piccola.
Il termine - coniato da Anthony Downs - si trova quasi sempre in ambito economico, con particolare riferimento alla teoria della scelta pubblica, ma viene utilizzato anche in altre discipline che studiano la razionalità e la scelta, comprese la filosofia (epistemologia) e la teoria dei giochi.
Bryan Caplan ha teorizzato che le preferenze anomale degli elettori non possano essere attribuite unicamente all'ignoranza razionale, sostenendo che tra le cause ci sia anche un irrazionale pregiudizio sistemico. Sebbene alcuni studiosi abbiano sostenuto l'utilizzo da parte degli elettori di "scorciatoie" al fine di raccogliere abbastanza informazioni per partecipare attivamente nella vita politica, l'evidenza non supporta tale tesi.

## Esempi
Si consideri un datore di lavoro che debba scegliere tra due candidati a chi offrire di svolgere un compito al costo di 10 euro l'ora. Il tempo necessario per completare il compito può essere maggiore o inferiore in base alle capacità della persona che lo svolge, quindi è interesse del datore di lavoro trovare il lavoratore più veloce possibile. Si assuma che il costo di un altro giorno di colloqui con i candidati sia di 100 euro. Se il datore di lavoro ha già desunto dai colloqui fatti che entrambi i candidati completeranno il compito in un tempo compreso tra 195 e 205 ore, allora sarà interesse del datore di lavoro scegliere tra un candidato e l'altro mediante qualche metodo di semplice applicazione (ad esempio lanciando una moneta) piuttosto che spendere i 100 euro necessari per stabilire il miglior candidato, risparmiando al massimo 100 euro nel costo del lavoro.
In molti casi la decisione può essere presa sulla base dell'euristica, adottando un modello decisionale semplice da usare, anche se non completamente accurato. Ad esempio, nel decidere quale marchio di cibo già pronto sia più nutriente, un acquirente può semplicemente scegliere quello con il minor quantitativo di zuccheri, piuttosto che condurre uno studio su tutti i fattori positivi e negativi a livello nutrizionale.

## Applicazioni
I venditori possono trarre vantaggio dall'ignoranza razionale incrementando la complessità di una decisione. Se la differenza di valore tra un prodotto di qualità e un prodotto scarso è inferiore al costo di portare a termine la ricerca necessaria per distinguere tra i due prodotti, allora per un consumatore sarà più razionale correre il rischio e considerare solo quale tra i due sia più conveniente e disponibile. Di conseguenza è interesse di chi produce prodotti di valore inferiore moltiplicare le combinazioni di configurazioni, opzioni e imballaggi fino a che l'acquirente medio trovi troppo problematico prendere una decisione basata su conoscenze precise.
Questo meccanismo funziona anche in  politica. Incrementando il numero di questioni che una persona deve considerare al fine di prendere una decisione razionale tra i candidati, si può livellare il campo di gioco incoraggiando il voto su un singolo tema (issue voting), il voto sulla linea del partito (party-line voting) e altre abitudini che tendono a ignorare le effettive capacità di un candidato.
Un'altra applicazione politica, più sfumata, coinvolge l'identificazione di un elettore con un partito politico, più o meno come nella decisione del critico cinematografico preferito. Basandosi sulla precedente esperienza, un elettore ragionevolmente responsabile troverà un politico o un partito politico che arriva a conclusioni simili a quelle cui l'elettore giungerebbe, se solo avesse il tempo di svolgere le opportune analisi.

## Critiche
Gran parte del supporto empirico al concetto di ignoranza razionale è stato tratto dagli studi sull'apatia dell'elettore, che hanno raggiunto risultati particolarmente forti negli anni cinquanta. Comunque l'apatia è apparsa declinare bruscamente negli anni sessanta in corrispondenza al crescere dell'interesse su temi quali la guerra del Vietnam e all'incremento della polarizzazione politica. Ciò suggerisce che l'interesse degli elettori nell'informazione politica aumenta con l'importanza delle scelte politiche.
In più, l'ignoranza razionale è analizzata a fondo per il suo effetto di allargamento alle decisioni che le persone prendono in questioni differenti. L'investimento di tempo ed energia sulla specifica materia ha ramificazioni su altre aree decisionali. Le persone spesso dimenticano di tenerne conto quando inconsciamente valutano il costo di tale investimento in confronto al suo ritorno. I benefici esterni non sono perciò presi adeguatamente in considerazione.